# Janet Hubert
Janet Hubert   (Chicago, 13 de gener de 1956) és una actriu de cinema i televisió i ballarina estatunidenca. És coneguda per interpretar el paper de Vivian Banks a la comèdia de situació juvenil El Príncep de Bel Air (1990-1993). La seva actuació com a Mignon a la sèrie de televisió King Ester va obtenir la seva primera nominació als premis Daytime Emmy el 2020.
Hubert pateix d'osteoporosi i és l'ambaixadora de la National Osteoporosis Foundation.

## Trajectòria
Després d'actuar a la gira nacional de la revista Dancin', Hubert va fer el seu debut a Broadway el 1981 amb The First, un musical sobre Jackie Robinson. Després va fer el paper de Tantomile a Cats fins a l'abril de 1983, que va protagonitzar la gira nacional de Sophisticated Ladies al costat de Dee Dee Bridgewater i Gregg Burge.
Hubert va aparèixer en un episodi de Friends del 2002 com el cap de Chandler Bing. També ha fet aparicions en episodis de Gilmore Girls, All My Children, NYPD Blue, The Bernie Mac Show i Tyler Perry's House of Payne, entre d'altres.
Hubert va aparèixer a The Fresh Prince of Bel-Air Reunion a HBO Max el novembre del 2020. En una conversa privada per a l'especial, ella i Will Smith van parlar per primera vegada des de la seva sortida de la sèrie. Hubert va aparèixer a Pose de FX a la temporada 3 com a membre de la família del personatge de Billy Porter, Pray Tell, al costat de Jackée Harry i Anna Maria Horsford. El 2022 va aparèixer a The Ms. Pat Show com a sogra del personatge principal, Jewell.